# معهد تكنولوجيا الدفاع (تايلند)
معهد تكنولوجيا الدفاع (DTI) هي وكالة بحث وتطوير تعمل كمنظمة عامة تحت إشراف وزارة الدفاع التايلاندية.

## خلفية عن المعهد
تأسس معهد تكنولوجيا الدفاع في الأول من يناير 2009 كجزء من برنامج يهدف إلى زيادة قدرات تصنيع الأسلحة المحلية.

## البحث والتطوير
ينتج معهد تكنولوجيا الدفاع مركبة مدرعة من طراز بلاك ويدو سبايدر 8x8 للجيش التايلاندي بالتعاون مع شركة ريكاردو. في عام 2017، وقعت معهد تكنولوجيا الدفاع مذكرة تفاهم مع شركة ليوناردو للمروحيات تغطي "نقل التكنولوجيا وإنشاء صيانة وإصلاح وتجديد المروحيات". شاركت معهد تكنولوجيا الدفاع في تجارب تهدف إلى تقليل تلوث الهواء في بانكوك باستخدام طائرات بدون طيار ترش المياه.
عام 2018 وقعت وزارة التجارة والصناعة مذكرة تفاهم مع شركة الدفاع البريطانية أرتريوس الدولية وممثلها التايلاندي، شركة جي سي أس جروب . يهدف التعاون إلى إنشاء مركز متميز لمكافحة التهديدات في تايلاند. صرح الكابتن تشامنان كومساب، مدير إدارة المعرفة وقسم النشر في معهد تكنولوجيا الدفاع، لصحيفة بانكوك بوست في عام 2018، "نخطط لصياغة مشروع قانون وكالة تكنولوجيا الدفاع لأنه سيطلق العنان لقدرتنا على تنفيذ مشاريع دفاعية مشتركة".